# Световен ден на водата
Световен ден на водата се отбелязва ежегодно на 22 март.
Денят на прясната вода е предложен на Конференцията за околната среда и развитието (UNCED), проведена през 1992 г. в Рио де Жанейро, Бразилия.
Целта му е да привлече внимание върху важността на питейната вода и защитата на водните ресурси.
Всяка година честването на Международния ден на водата е свързано с определен аспект на прясната вода.
На 22 март правителства и международни организации потвърждават, че чистата вода е живот и нашият живот зависи от това, как защитаваме качеството на водата. Целта е да се повиши общественото съзнание и култура, за да се ускори изпълнението на една от целите на развитието за този век – намаляване наполовина на броя на хората без достъп до чиста вода и канализация до 2015 г. Инициативата за празнуване на Световния ден на водата се заражда през 1992 г. на Конференцията на Обединените нации „Екология и развитие“, проведена в Рио де Женейро. Генералната асамблея на Обединените нации определя 22 март да се чества като Световен ден на водата. Денят се отбелязва официално от 1993 г., като ежегодно се организират прояви в цял свят, посветени на водата.
Качество на водата: Здрави хора, здрави еко системи
Водата не е обикновен търговски продукт, а наследство, което трябва да бъде опазвано и защитавано. Водата е в основата на живота на Земята. Качеството на живот пряко зависи от качеството на водата. Доброто качество на водите поддържа здрави екосистемите и следователно води до подобряване на човешкото благосъстояние и обратно – лошото им качество вреди на околната среда и човечеството. От болести, разпространявани чрез водата, умират над 1,5 милиона деца по света.
Замърсяването е все по-голяма заплаха за качеството на водните ресурси. Човешката дейност през последните 50 години е отговорна за най-голямото замърсяване на водните ресурси в цялата история. Изчислено е, че над 2,5 милиарда души в света живеят без подходяща канализация.
Много замърсители оказват негативно влияние върху качеството на водата в дългосрочен план, което застрашава човешкото здраве. Като резултат количеството питейна вода е значително намаляло.
Много по-евтино е да се предотврати замърсяването на водните ресурси, отколкото борбата с последиците от замърсяването. Опазването и поддържането на водните пространства осигурява устойчивост на екосистемните „услуги“ – блага като питейната вода, рибарство, отдих и туризъм.
Качеството на водата е ключът към здравето на хората и екосистемите, като съществуват многобройни допълнителни ползи от подобряването му – подобряване на състоянието на екосистемите и екосистемните услуги, подобреното здравеопазване и прехрана.
Цената на качество на водата
Снабдяването с чиста питейна вода и поддържането на канализация заемат централно място при борбата с бедността и подобряването на качеството на живот на милиарди хора. Международната общественост, ангажирана с постигането на целите за развитие на хилядолетието, все още е далеч от постигането на целта за намаляване наполовина на броя на хората без достъп до безопасна вода и канализация до 2015 г. Все още 1,1 милиард души по света нямат достъп до подобрено водоснабдяване и повече от 2,6 милиарда нямат достъп до канализация.
Според прогнозите на Световната здравна организация (СЗО) постигането на целите за развитие на хилядолетието за достъп до здравословна вода би довело до икономическа печалба от 84,4 милиарда долара годишно. От особено значение за постигането на тази цел, е страните да разработят политики за устойчиво управление на водите и практики за справяне с предизвикателствата, свързани с качеството на водата.
Опазване качеството на водите: Споделена отговорност за общото благо
Животът на човечеството зависи от водните ресурси, следователно опазването им от замърсяване е отговорност на всеки. Тази отговорност не може да бъде оставена само и единствено на държавните власти. Всички сектори, публични и частни, следва да предприемат подходящи и адекватни действия за предотвратяване на замърсяването. Световният ден на водата 22 март предполага споделена отговорност от всички заинтересовани страни – от хората и местните общности до международните организации и гражданското общество, за опазване качеството на водата и живота на Земята.